# Dangerous World Tour
Dangerous World Tour là chuyến lưu diễn vòng quanh thế giới thứ hai của ca sĩ người Mỹ Michael Jackson với tư cách là nghệ sĩ hát đơn, chuyến lưu diễn đi qua Hoa Kỳ, châu Âu, Nam Mỹ và châu Á từ 27 tháng 6 năm 1992 tới 23 tháng 12 năm 1993. Chuyến lưu diễn, được tài trợ bởi Pepsi-Cola, nhà tài trợ chuyến lưu diễn trước của Jackson, bao gồm 69 buổi biểu diễn với sự tham dự của 3,9 triệu khán giả. Tất cả chi phí giành được từ chuyến lưu diễn được hiến cho rất nhiều tổ chức từ thiện trong đó có cả Heal the World Foundation, đây cũng là lý do chính Michael Jackson tổ chức tour diễn này và cũng nhằm quảng bá album Dangerous ra toàn thế giới.
Trong lượt thứ ba của chuyến lưu diễn năm 1993, Jackson quyết định kết thúc tour diễn sau khi anh bị ốm và phải nhập viện. Jackson sau đó đã phải lệ thuộc vào thuốc giảm đau và phải chịu đựng chứng thoát vị, đau nửa đầu, thường xuyên bị chấn thương mắt cá chân và căng thẳng sau khi anh bị cáo buộc lạm dụng trẻ em. Tour diễn gồm 69 buổi diễn thu hút tới 3.5 triệu khán giả.

## Thông báo tour diễn, quảng bá và luyện tập
Sau thành công lớn của tour diễn vòng quanh thế giới đầu tiên Bad World Tour từ năm 1987-1989 thu về 125 triệu đô la, ngôi sao nhạc pop tuyên bố rằng ông sẽ không đi tour nữa mà thay vào đó ông sẽ chú trọng hơn về việc thu âm và làm phim. Tuy nhiên, vào ngày 3 tháng 2 năm 1992 trong một cuộc họp báo do Pepsi tổ chức, các nhà sản xuất của Pepsi đã tuyên bố rằng Michael Jackson sẽ lưu diễn trở lại. Việc công bố trùng với một thỏa thuận mới giữa Jackson và Pepsi, với một hợp đồng 20.000.000 $ để Pepsi trở thành nhà tài trợ chính thức cho tour diễn này.
Lý do duy nhất để tôi để tôi tham gia tour diễn lần này là để gây quỹ từ thiện cho quỹ Heal The World Foundation, một tổ chức từ thiện trẻ em do tôi sáng lập. Tôi muốn làm điều này để chứng minh rằng: "Tôi đang dẫn đầu để hỗ trợ trẻ em và môi trường sinh thái. Mục tiêu của tôi lần này là thu về 100 triệu đô la vào giáng sinh năm 1993".Tôi kêu gọi tất cả các công ty và cá nhân hãy quan tâm đến hành tinh này và tương lai của các em để giúp gây quỹ cho tổ chức từ thiện này. Quỹ Heal The World Foundation sẽ đóng góp kinh phí cho trẻ bị nhiễm AIDS và cũng nhằm vinh danh người bạn của tôi, Ryan White.Tôi mong cho tour này sẽ cho phép tôi dành thời gian để đi thăm trẻ em trên toàn thế giới, cũng như truyền bá thông điệp của tình yêu toàn cầu, với hy vọng rằng những người khác sẽ được chia sẻ nỗi niềm của họ để giúp hàn gắn thế giới.(Michael Jackson)

Trước khi tour diễn bắt đầu, anh và ban nhạc của anh (đã thay đổi rất ít kể từ tour Bad World Tour) đã luyện tập, mà những cảnh luyện tập đã bị rò rỉ trên mạng. Tuy nhiên, ngày chính xác và địa điểm của các buổi biểu diễn là không rõ ràng

## Các ca khúc trình diễn
1. "Jam"
2. "Wanna Be Startin' Somethin'"
3. "Human Nature"
4. "Smooth Criminal"

Poster tour diễn ở Frankurt, Đức.

5. "I Just Can't Stop Loving You" với Siedah Garrett
6. "She's Out of My Life"
7. The Jackson 5 phối
  - "I Want You Back"
  - "The Love You Save"
  - "I'll Be There"
8. "Rock With You"
9. "Thriller"
10. "Billie Jean"
11. "Remember The Time"
12. "Workin' Day and Night"
13. "Beat It"
14. "Will You Be There"
15. "The Way You Make Me Feel"
16. "Bad"
17. "Black or White"
18. "Heal the World"
19. "Man in the Mirror"

1. Carmina Burana "Brace Yourself" Video giới thiệu
2. "Jam"
3. "Wanna Be Startin' Somethin'"
4. "Human Nature"
5. "Smooth Criminal"
6. "I Just Can't Stop Loving You"  song ca với Siedah Garrett
7. "She's Out of My Life"
8. Jackson 5 phối:  "I Want You Back", "The Love You Save", "I'll Be There"
9. "Thriller"
10. "Billie Jean"
11. Black or White "Panther" xen kẽ
12. "Workin' Day and Night"
13. "Beat It"
14. "Someone Put Your Hand Out" (nhạc cụ)
15. "Will You Be There"
16. "The Way You Make Me Feel" (Biểu diễn tới 15 tháng 7 năm 1992 và 12 tới 19 tháng 12 năm 1992)
17. "Bad" (Biểu diễn tới 15 tháng 7 năm 1992 và 12 tới 19 tháng 12 năm 1992)
18. "Black or White"
19. "We Are the World" (video xen kẽ)
20. "Heal the World"
21. "Man in the Mirror"/Rocket Man Finale

1. Medley
  - "Jam" xen kẽ đoạn mẫu của "Why You Wanna Trip on Me"
  - "Billie Jean"
  - "Black or White"
2. "We Are the World" xen kẽ
3. "Heal the World"

1. Carmina Burana "Brace Yourself" Video giới thiệu
2. "Jam"
3. "Wanna Be Startin' Somethin'"
4. "Human Nature"
5. "Smooth Criminal"
6. "I Just Can't Stop Loving You"  with Siedah Garrett
7. "She's Out of My Life"
8. Jackson 5 phối:  "I Want You Back", "The Love You Save", "I'll Be There"
9. "Thriller"
10. "Billie Jean"
11. "Someone Put Your Hand Out" (nhạc cụ)
12. "Will You Be There"
13. "Dangerous"
14. "Black or White
15. "We Are the World" (video xen kẽ)
16. "Heal the World"
17. "Man in the Mirror"/Rocket Man Finale (biểu diễn không thường xuyên)

## Các buổi biểu diễn
| Ngày                 | Thành phố              | Quốc gia                           | Địa điểm                          | Khán giả          |
| Châu Âu              | Châu Âu                | Châu Âu                            | Châu Âu                           | Châu Âu           |
| -------------------- | ---------------------- | ---------------------------------- | --------------------------------- | ----------------- |
| 27 tháng 6 năm 1992  | München                | Đức                                | Sân vận động Olympic              | 72.000 / 72.000   |
| 30 tháng 6 năm 1992  | Rotterdam              | Hà Lan                             | Sân vận động Feijenoord           | 100.000 / 100.000 |
| 1 tháng 7 năm 1992   | Rotterdam              | Hà Lan                             | Sân vận động Feijenoord           | 100.000 / 100.000 |
| 4 tháng 7 năm 1992   | Roma                   | Ý                                  | Sân vận động Flaminio             | 40.000 / 40.000   |
| 6 tháng 7 năm 1992   | Monza                  | Ý                                  | Sân vận động Brianteo             | 46.000 / 46.000   |
| 7 tháng 7 năm 1992   | Monza                  | Ý                                  | Sân vận động Brianteo             | 46.000 / 46.000   |
| 11 tháng 7 năm 1992  | Köln                   | Đức                                | Sân vận động Müngersdorfer        | 50.000 / 50.000   |
| 15 tháng 7 năm 1992  | Oslo                   | Na Uy                              | Valle Hovin                       | 35.000 / 35.000   |
| 17 tháng 7 năm 1992  | Stockholm              | Thụy Điển                          | Sân vận động Olympic Stockholm    | 106.000 / 106.000 |
| 18 tháng 7 năm 1992  | Stockholm              | Thụy Điển                          | Sân vận động Olympic Stockholm    | 106.000 / 106.000 |
| 20 tháng 7 năm 1992  | Copenhagen             | Đan Mạch                           | Sân vận động Gentofte             | 30.000 / 30.000   |
| 22 tháng 7 năm 1992  | Werchter               | Bỉ                                 | Werchter Festivalpark             | 60.000 / 60.000   |
| 25 tháng 7 năm 1992  | Dublin                 | Cộng hòa Ireland                   | Lansdowne Road                    | 43.000 / 43.000   |
| 30 tháng 7 năm 1992  | Luân Đôn               | Anh                                | Sân vận động Wembley              | 160.000 / 160.000 |
| 31 tháng 7 năm 1992  | Luân Đôn               | Anh                                | Sân vận động Wembley              | 160.000 / 160.000 |
| 5 tháng 8 năm 1992   | Cardiff                | Wales                              | Cardiff Arms Park                 | 50.000 / 50.000   |
| 8 tháng 8 năm 1992   | Bremen                 | Đức                                | Weserstadion                      | 42.000 / 42.000   |
| 10 tháng 8 năm 1992  | Hamburg                | Đức                                | Volksparkstadion                  | 50.000 / 50.000   |
| 13 tháng 8 năm 1992  | Hameln                 | Đức                                | Weserberglandstadion              | 25.000 / 25.000   |
| 16 tháng 8 năm 1992  | Leeds                  | Anh                                | Công viên Roundhay                | 60.000 / 60.000   |
| 18 tháng 8 năm 1992  | Glasgow                | Scotland                           | Glasgow Green                     | 65.000 / 65.000   |
| 20 tháng 8 năm 1992  | Luân Đôn               | Anh                                | Sân vận động Wembley              | 240.000 / 240.000 |
| 22 tháng 8 năm 1992  | Luân Đôn               | Anh                                | Sân vận động Wembley              | 240.000 / 240.000 |
| 23 tháng 8 năm 1992  | Luân Đôn               | Anh                                | Sân vận động Wembley              | 240.000 / 240.000 |
| 26 tháng 8 năm 1992  | Viên                   | Áo                                 | Sân vận động Prater               | 50.000 / 50.000   |
| 28 tháng 8 năm 1992  | Frankfurt am Main      | Đức                                | Waldstadion                       | 60.000 / 60.000   |
| 30 tháng 8 năm 1992  | Ludwigshafen am Rhein  | Südweststadion                     | 35.000 / 35.000                   |                   |
| 2 tháng 9 năm 1992   | Bayreuth               | Sân vận động Wild                  | 32.000 / 32.000                   |                   |
| 4 tháng 9 năm 1992   | Berlin                 | Sân vận động Friedrich Ludwig Jahn | 35.000 / 35.000                   |                   |
| 8 tháng 9 năm 1992   | Lausanne               | Thụy Sĩ                            | Sân vận động Olympic Pontaise     | 45.000 / 45.000   |
| 13 tháng 9 năm 1992  | Paris                  | Pháp                               | Trường đua Vincennes              | 85.000 / 85.000   |
| 16 tháng 9 năm 1992  | Toulouse               | Pháp                               | Sân vận động Toulouse             | 40.000 / 40.000   |
| 18 tháng 9 năm 1992  | Barcelona              | Tây Ban Nha                        | Sân vận động Olympic Montjuïc     | 60.000 / 60.000   |
| 21 tháng 9 năm 1992  | Oviedo                 | Sân vận động Carlos Tartiere       | 25.000 / 25.000                   |                   |
| 23 tháng 9 năm 1992  | Madrid                 | Sân vận động Vicente Calderón      | 55.000 / 55.000                   |                   |
| 26 tháng 9 năm 1992  | Lisboa                 | Bồ Đào Nha                         | Sân vận động José Alvalade        | 55.000 / 55.000   |
| 1 tháng 10 năm 1992  | Bucharest              | România                            | Sân vận động Quốc gia Lia Manoliu | 90.000 / 90.000   |
| Châu Á               |                        |                                    |                                   |                   |
| 12 tháng 12 năm 1992 | Tokyo                  | Nhật Bản                           | Tokyo Dome                        | 360.000 / 360.000 |
| 14 tháng 12 năm 1992 | Tokyo                  | Nhật Bản                           | Tokyo Dome                        | 360.000 / 360.000 |
| 17 tháng 12 năm 1992 | Tokyo                  | Nhật Bản                           | Tokyo Dome                        | 360.000 / 360.000 |
| 19 tháng 12 năm 1992 | Tokyo                  | Nhật Bản                           | Tokyo Dome                        | 360.000 / 360.000 |
| 22 tháng 12 năm 1992 | Tokyo                  | Nhật Bản                           | Tokyo Dome                        | 360.000 / 360.000 |
| 24 tháng 12 năm 1992 | Tokyo                  | Nhật Bản                           | Tokyo Dome                        | 360.000 / 360.000 |
| 30 tháng 12 năm 1992 | Tokyo                  | Nhật Bản                           | Tokyo Dome                        | 360.000 / 360.000 |
| 31 tháng 12 năm 1992 | Tokyo                  | Nhật Bản                           | Tokyo Dome                        | 360.000 / 360.000 |
| Châu Á-Châu Âu       |                        |                                    |                                   |                   |
| 24 tháng 8 năm 1993  | Băng Cốc               | Thái Lan                           | Sân vận động Suphachalasai        | 140.000 / 140.000 |
| 27 tháng 8 năm 1993  | Băng Cốc               | Thái Lan                           | Sân vận động Suphachalasai        | 140.000 / 140.000 |
| 29 tháng 8 năm 1993  | Singapore              | Singapore                          | Sân vận động Quốc gia Singapore   | 94.000 / 94.000   |
| 1 tháng 9 năm 1993   | Singapore              | Singapore                          | Sân vận động Quốc gia Singapore   | 94.000 / 94.000   |
| 4 tháng 9 năm 1993   | Đài Bắc                | Đài Loan                           | Sân vận động Thành phố Đài Bắc    | 80.000 / 80.000   |
| 6 tháng 9 năm 1993   | Đài Bắc                | Đài Loan                           | Sân vận động Thành phố Đài Bắc    | 80.000 / 80.000   |
| 10 tháng 9 năm 1993  | Fukuoka                | Nhật Bản                           | Fukuoka Dome                      | 70.000 / 70.000   |
| 11 tháng 9 năm 1993  | Fukuoka                | Nhật Bản                           | Fukuoka Dome                      | 70.000 / 70.000   |
| 15 tháng 9 năm 1993  | Moskva                 | Nga                                | Sân vận động Luzhniki             | 100.000 / 100.000 |
| 20 tháng 9 năm 1993  | Tel Aviv               | Israel                             | Công viên Yarkon                  | 180.000 / 180.000 |
| 21 tháng 9 năm 1993  | Tel Aviv               | Israel                             | Công viên Yarkon                  | 180.000 / 180.000 |
| 23 tháng 9 năm 1993  | Istanbul               | Thổ Nhĩ Kỳ                         | Sân vận động BJK İnönü            | 48.000 / 48.000   |
| 26 tháng 9 năm 1993  | Santa Cruz de Tenerife | Tây Ban Nha                        | Cảng Santa Cruz de Tenerife       | 45.000 / 45.000   |
| Mỹ Latinh            |                        |                                    |                                   |                   |
| 8 tháng 10 năm 1993  | Buenos Aires           | Argentina                          | Sân vận động River Plate          | 225.000 / 225.000 |
| 10 tháng 10 năm 1993 | Buenos Aires           | Argentina                          | Sân vận động River Plate          | 225.000 / 225.000 |
| 12 tháng 10 năm 1993 | Buenos Aires           | Argentina                          | Sân vận động River Plate          | 225.000 / 225.000 |
| 15 tháng 10 năm 1993 | São Paulo              | Brasil                             | Sân vận động Morumbi              | 250.000 / 250.000 |
| 17 tháng 10 năm 1993 | São Paulo              | Brasil                             | Sân vận động Morumbi              | 250.000 / 250.000 |
| 23 tháng 10 năm 1993 | Santiago               | Chile                              | Sân vận động Quốc gia             | 78.000 / 78.000   |
| 29 tháng 10 năm 1993 | Thành phố México       | México                             | Sân vận động Azteca               | 500.000 / 500.000 |
| 31 tháng 10 năm 1993 | Thành phố México       | México                             | Sân vận động Azteca               | 500.000 / 500.000 |
| 7 tháng 11 năm 1993  | Thành phố México       | México                             | Sân vận động Azteca               | 500.000 / 500.000 |
| 9 tháng 11 năm 1993  | Thành phố México       | México                             | Sân vận động Azteca               | 500.000 / 500.000 |
| 11 tháng 11 năm 1993 | Thành phố México       | México                             | Sân vận động Azteca               | 500.000 / 500.000 |

## Đội ngũ sản xuất
| Trình diễn - Giọng hát, vũ đạo và biên đạo: Michael Jackson Vũ công - LaVelle Smith (biên đạo), Jamie King, Evaldo Garcia, Randy Allaire (1992), Travis Payne (1993), Damon Navandi, Bruno "Taco" Falcon, Michelle Berube, Yuko Sumida | Thành viên ban nhạc - Giám đốc âm nhạc: Greg Phillinganes - Trợ lý giám đốc âm nhạc: Kevin Dorsey - Keyboard: Greg Phillinganes, Brad Buxer, Isaiah Sanders - Trống: Ricky Lawson - Guitar: Jennifer Batten, David Williams - Bass: Don Boyette - Chỉ đạo giọng nền: Dorian Holley - Giọng nền: Kevin Dorsey, Dorian Holley, Siedah Garrett, Darryl Phinnessee |